# Эгер, Гюнтер
Гюнтер Эгер (нем. Günther Eger; род. 7 сентября 1964, Тегернзе, Бавария) — немецкий бобслеист, разгоняющий, выступавший за сборную Германии в конце 1980-х — начале 1990-х годов. Бронзовый призёр зимних Олимпийских игр 1992 года в Альбервиле, неоднократный призёр национального первенства.

## Биография
Гюнтер Эгер родился 7 сентября 1964 года на озере Тегернзе, земля Бавария. Выступать в бобслее на профессиональном уровне начал в середине 1980-х годов и с самого начала стал показывать неплохие результаты, попал в качестве разгоняющего в национальную команду Германии.
Основные успехи в карьере Эгера связаны с партнёром-пилотом Кристофом Лангеном, вместе они приняли участие в нескольких европейских и мировых первенствах, а в 1992 году поехали защищать честь страны на Олимпийские игры в Альбервиль, где завоевали бронзовые медали в программе двухместных экипажей. Впоследствии Ланген выбрал своим разгоняющим более результативного Маркуса Циммермана, и Эгеру пришлось завершить карьеру профессионального спортсмена.